# Palliolum undatum
Palliolum undatum är en musselart. Palliolum undatum ingår i släktet Palliolum och familjen kammusslor. Inga underarter finns listade i Catalogue of Life.